# Alien Worlds
Alien Worlds är ett musikalbum från 1995 av det svenska synthpopbandet S.P.O.C.K.

## Låtlista
1. Mirror World
2. Astro Girl
3. All E.T:s Aren't Nice
4. Take Me To the Stars
5. Trouble With Tribbles
6. Abducted
7. PS9
8. Lost in Space
9. Cosmic Boy
10. Space Is the Place
11. (Tomt spår)
12. (Tomt spår)
13. (Tomt spår)
14. Space Is the Place (Chorus) (Bonus)